# Бохтар

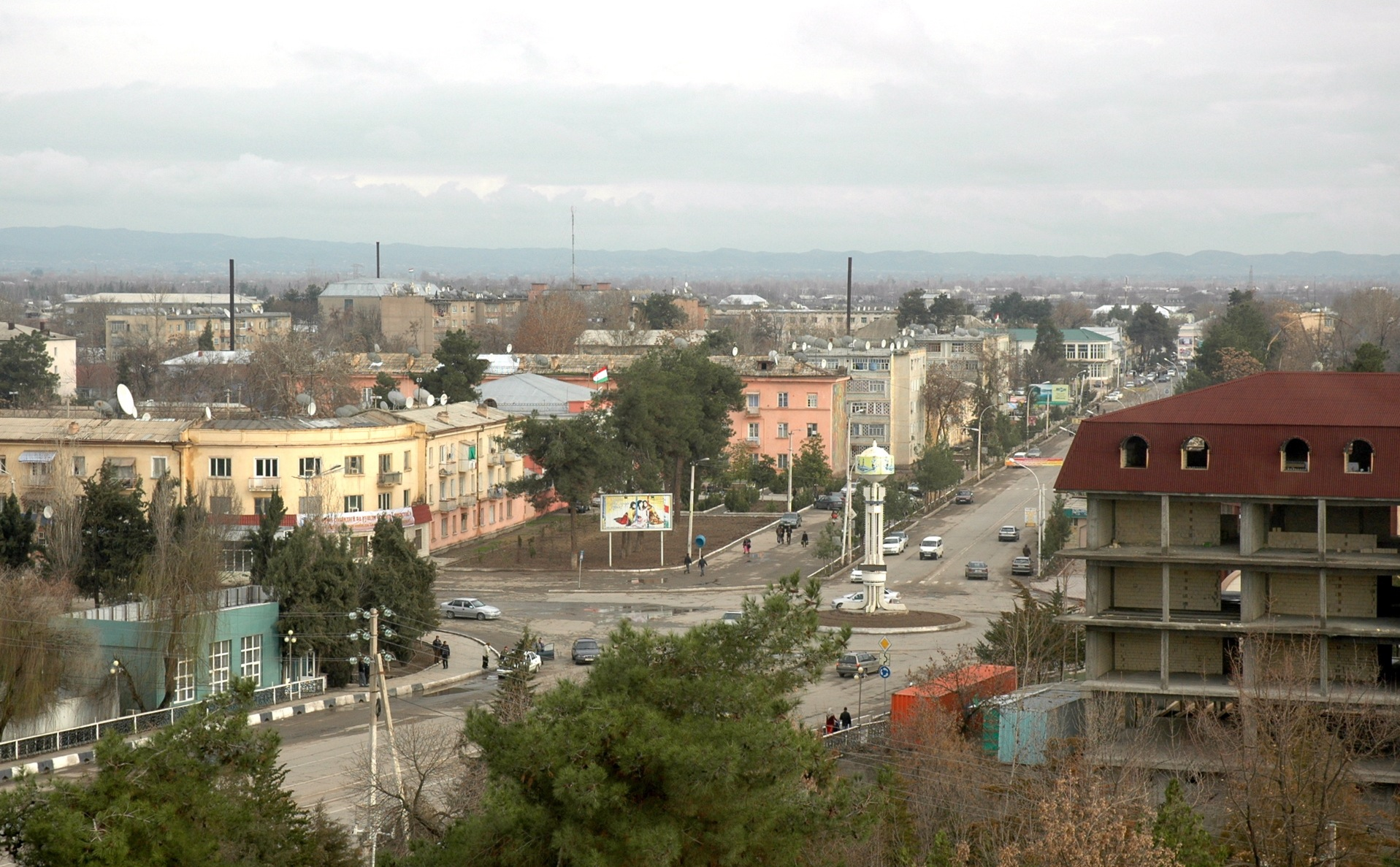
Бохтар

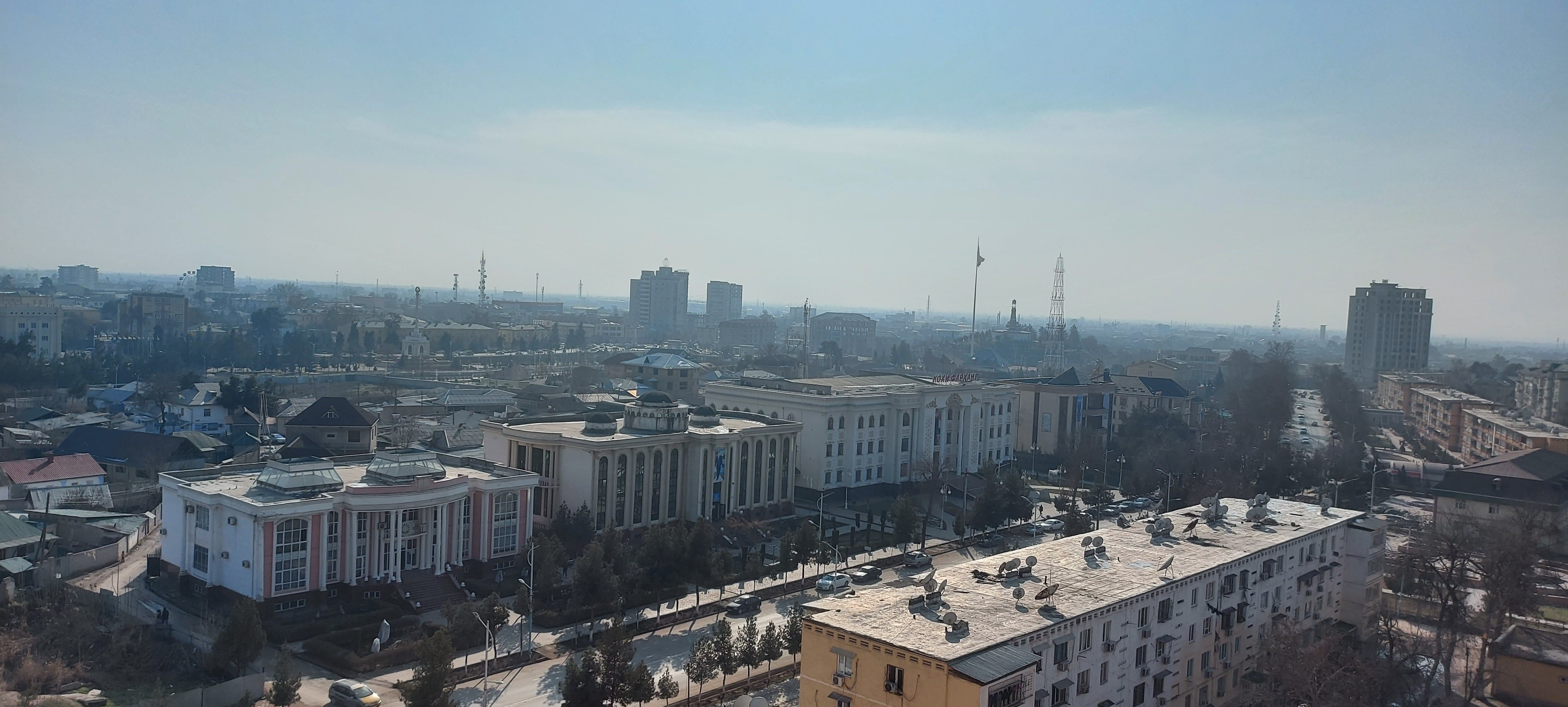
Бохтар, центральная часть города

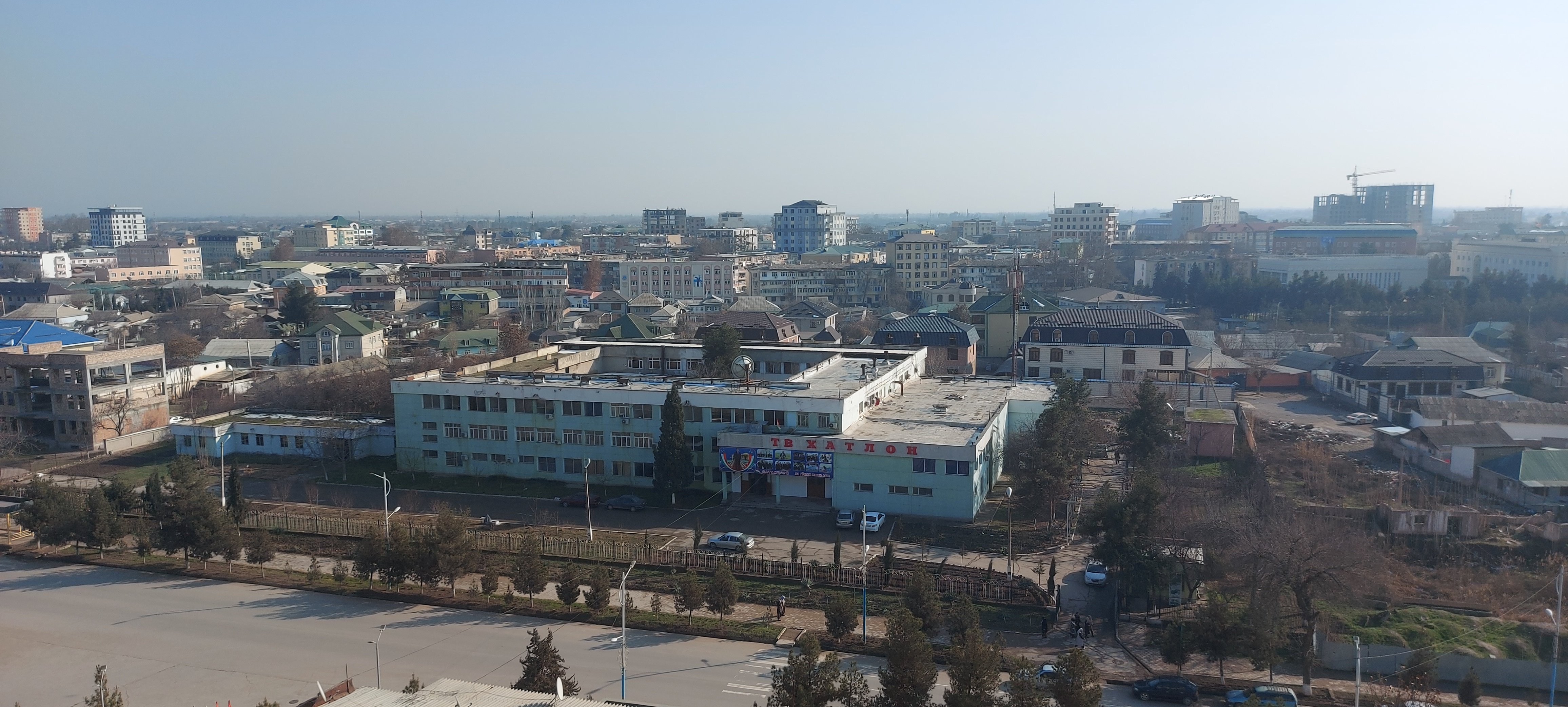
Здание ТВ Хатлон в Бохтаре

Бохта́р (до 2018 года — Курган-Тюбе) — город в юго-западном Таджикистане, административный центр Хатлонской области. Расположен в 100 км к югу от Душанбе, в центре богатого оазиса в долине реки Вахш.

## История города
Согласно древним источникам, оазис Курган-Тюбе появился во времена Кушанского царства. Это был уже большой город, который имел свою собственную валюту. В конце VII века он попал под власть арабов.
Вблизи Бохтара, на берегу реки Вахш, находятся руины города X—XIII веков Лагман, вероятно, вместе с Бохтаром бывшего частью обширного оазиса. В середине 20 века археологами были обнаружены трубы древнего водопровода, кирпичные колодцы и укрепления с башнями. Этот город был одним из крупнейших поселений древней Бактрии и занимал сравнительно большую территорию в 43 гектара. Этот оазис был разрушен монгольским нашествием Чингизхана.
Затем город принадлежал Чагатайскому улусу. Только в XVI веке рост города возобновился.
До 1920 года город Курган-Тюбе являлся центром Курган-Тюбинского бекства Бухарского эмирата.
В 1920—1924 годах — центр Курган-Тюбинского вилайета Бухарской Народной Советской Республики, в 1924—1929 годах — Таджикской АССР (в составе Узбекской ССР).
В 1929 году с образованием Таджикской ССР Курган-Тюбинский вилайет был переименован в Курган-Тюбинский округ. Центром округа (а также Курган-Тюбинского района в его составе) оставался Курган-Тюбе. 30 июля 1930 года Курган-Тюбинский округ упразднён, одноимённый район получил республиканское подчинение.
В 1939 году Курган-Тюбинский район с центром в городе Курган-Тюбе вошёл в состав новообразованной Сталинабадской области
С 7 января 1944 года по 23 января 1947 года Курган-Тюбинский район входил в состав Курган-Тюбинской области, затем снова вернулся в Сталинабадскую область.
10 апреля 1951 года с упразднением Сталинабадской области Курган-Тюбинский район перешёл в республиканское подчинение.
16 марта 1959 года Курган-Тюбинские районный и городской Советы объединены в один Курган-Тюбинский городской Совет депутатов трудящихся.
4 января 1963 года город Курган-Тюбе стал административным центром вновь образованного Курган-Тюбинского сельского района, который в январе 1965 года был переименован в Вахшский район.
7 января 1966 года центр Вахшского района перенесён из Курган-Тюбе в посёлок городского типа Вахшстрой, а город Курган-Тюбе стал административным центром вновь сформированного Курган-Тюбинского района.
4 апреля 1977 года вторично образована Курган-Тюбинская область, центром которой (а также одноимённого района) стал город Курган-Тюбе.
17 октября 1980 года Курган-Тюбинский район был включен в состав новообразованного в Курган-Тюбинской области Коммунистического района (центр — пгт Октябрьск). Курган-Тюбе продолжал являться областным центром до упразднения Курган-Тюбинской области в 1988 году.
С 8 сентября 1988 года по 24 января 1990 года Курган-Тюбе являлся центром новообразованной Хатлонской области до упразднения последней.
24 января 1990 года Курган-Тюбе — вновь областной центр образованной в третий раз Курган-Тюбинской области в составе Таджикской ССР (а с 9 сентября 1991 года — Республики Таджикистан).
2 декабря 1992 года Курган-Тюбе повторно стал административным центром Хатлонской области. Во время гражданской войны 1992—1997 годов город был сильно разрушен.
20 января 2018 года Курган-Тюбе переименован в Бохтар, что означает Бактрия.

## Население
По данным материалов по районированию Средней Азии, население города было[когда?] в основном узбекским. В 1924 году здесь зафиксированы 800 человек из узбекского племени катаганы, из них 690 относились к роду Тас.
| Численность населения | Численность населения | Численность населения | Численность населения | Численность населения | Численность населения | Численность населения | Численность населения |
| 1939                  | 2003                  | 2004                  | 2005                  | 2006                  | 2007                  | 2008                  | 2009                  |
| --------------------- | --------------------- | --------------------- | --------------------- | --------------------- | --------------------- | --------------------- | --------------------- |
| 10 570                | ↗65 700               | ↗67 200               | ↗68 800               | ↗69 900               | ↗71 000               | ↗72 100               | ↗72 900               |
| 2019                  | 2020                  | 2021                  | 2022                  |                       |                       |                       |                       |
| ↗110 800              | ↗111 800              | ↗125 200              | ↗126700               |                       |                       |                       |                       |

## Махаллы
- 14 мкр.
- Бахор
- Вахдат-1
- Вахдат-2
- Вахдат-3
- Гайрат
- Гульзор
- Дружбы народов
- Дусти
- Кривой
- Ломоносов
- Маданият
- Маданияти Поён
- Навобод
- Навободи Нав
- Хаёти Нав
- Ходжи Шариф
- Сарчашма
- ТЭЦ
- Умари Хайём
- Ургут-Махалла

## Учебные заведения
Областной город имеет два высших учебных заведения: Бохтарский государственный университет имени Носира Хусрава (с 1978 г.) и Институт энергетики Таджикистана (2006 г.), где осуществляется подготовка кадров для республики.

## Религия
Основной религией в Бохтаре является ислам. В 12 км к востоку от города находится археологический объект Аджина-тепе, бывший буддистский монастырь.

## Председатели хукумата
- Самиев (Сами) Шарифхон Хамидович с января 2010 года[14]
- Абдуаллим Исмоилзода с 30 мая 2017 года[15]
- Салмонзода Сиджоуддин
- Баротзода Файзулло Раджаб с 2023 года[16] (2023-01.2024)
- Муминзод Абдулмаджид Мубин (30.01.2024—)

## Военные базы
В Бохтаре размещена часть подразделений 201-й российской военной базы: 191-й мотострелковый Нарвский Краснознамённый ордена Александра Невского полк.
Также в окрестностях города размещен российский военный полигон «Сумбула».

## Спорт
Из города Бохтар происходят спортсмены Сухроби Махмадюнус, Набимухаммад Хоркашев, Сохиб Суванкулов, Нумон Хакимов, Сиевуш Асроров, Рахматулло Фузайлов и Сергей Мандреко.